# Roger Fenton

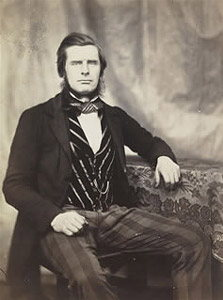
Autoportrét Rogera Fentona

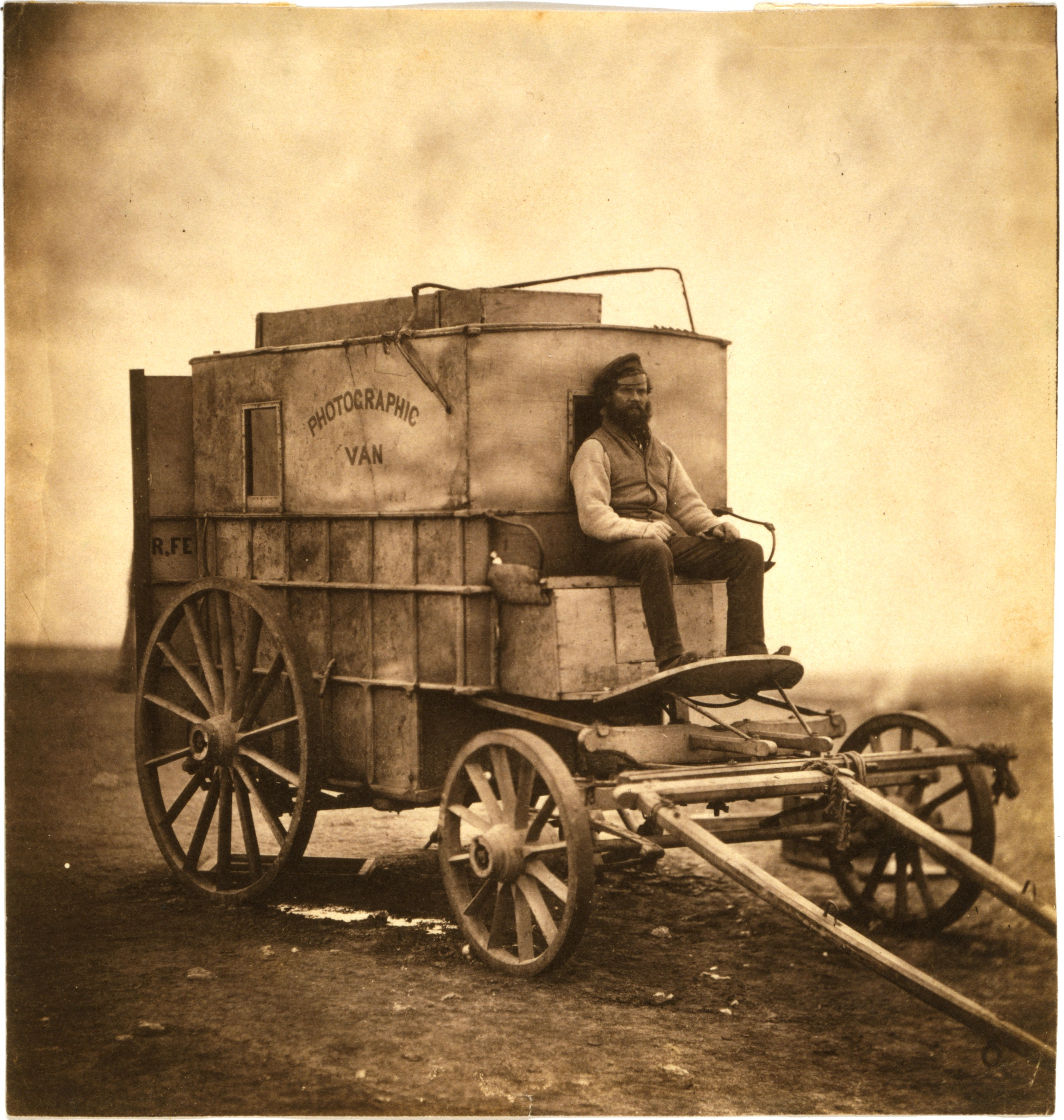
Fentonův asistent a jeho fotografický pojízdný vůz Photographic Van tažený koňmi vybavený temnou komorou, 5 kamerami pro kolodiový proces, 700 skleněnými deskami, chemikáliemi, zásobami a nářadím

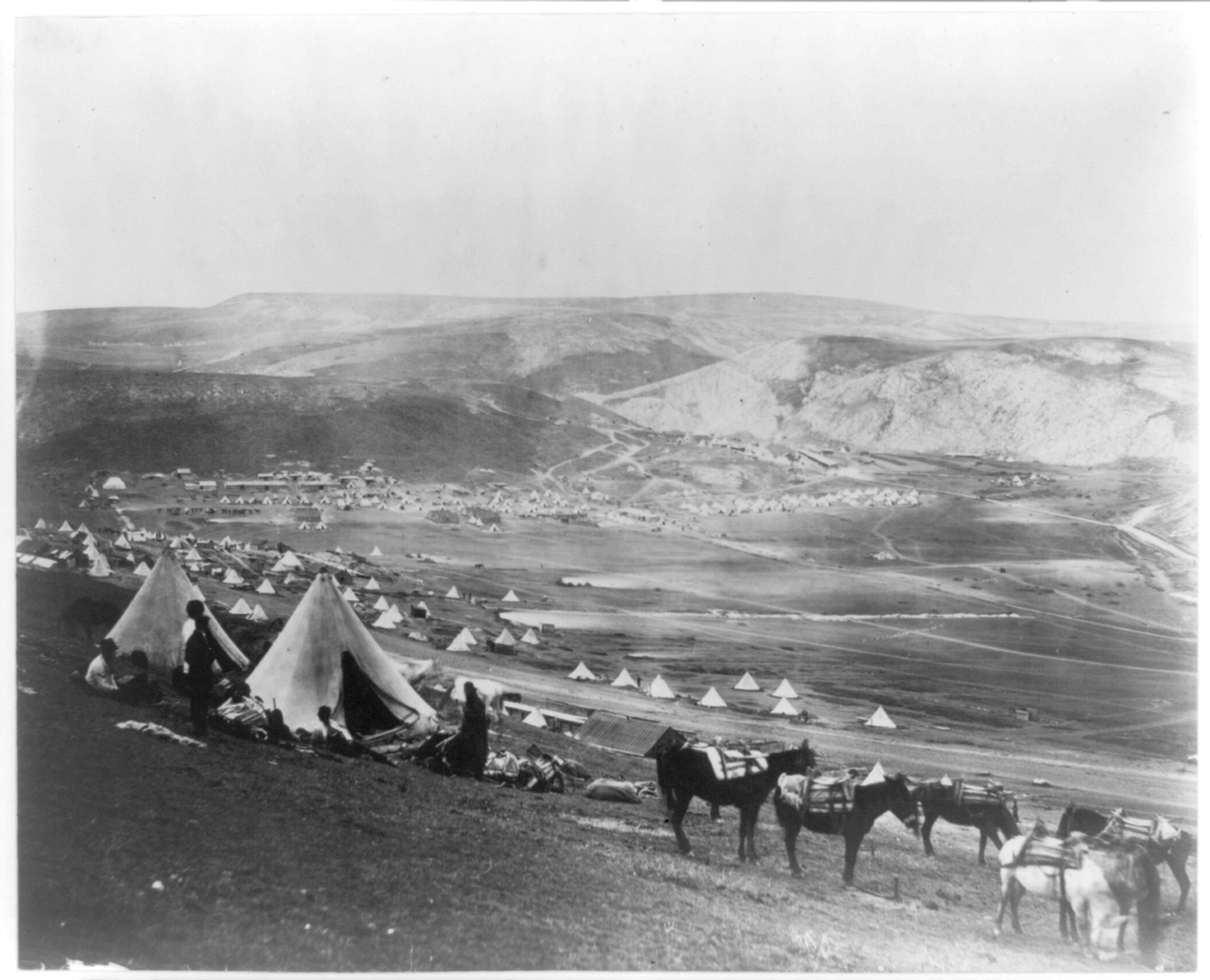
Roger Fenton: Kemp kavalérie poblíž Balaklavy, 1855

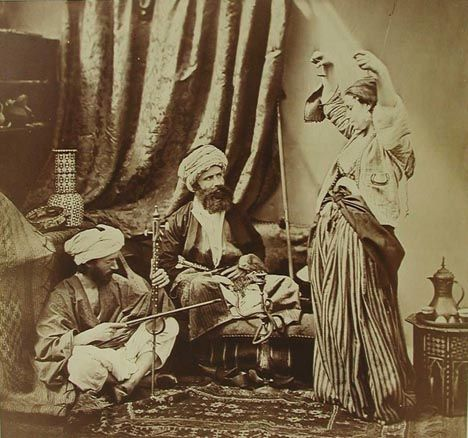
Roger Fenton: Paša a bajadéra

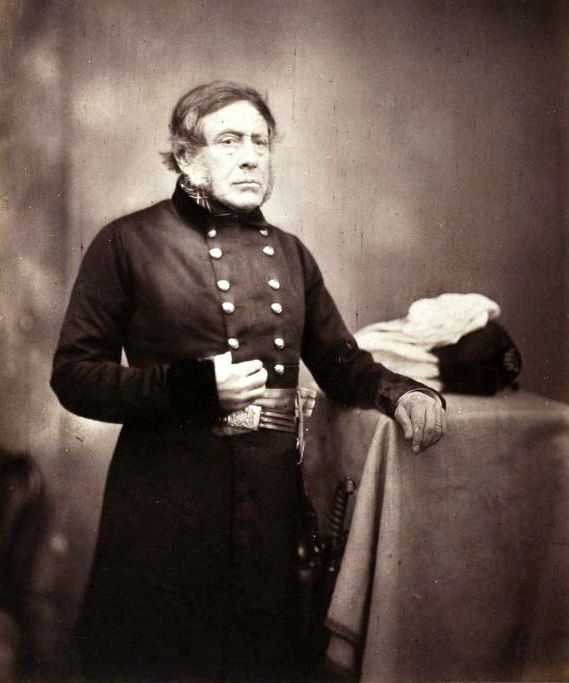
Roger Fenton: Henry John William Bentinck

Roger Fenton (28. března 1819 Heywood – 8. srpna 1869 Potters Bar) byl průkopník britské fotografie, jeden z prvních válečných fotožurnalistů. Se svou pojízdnou fotografickou komorou Photographic Van dokumentoval válku na Krymu. Na pověření královny Viktorie portrétoval královskou rodinu a jejich sídla.

## Životopis
Narodil se v Heywoodu v britském Velkém Manchesteru. Jeho dědeček byl zámožný majitel továrny na bavlnu, jeho otec byl bankéř a člen parlamentu. Fenton byl čtvrtý ze sedmi dětí svého otce z prvního manželství. Jeho otec měl dalších 10 dětí se svou druhou ženou.
V roce 1838 odešel na University College v Londýně, kterou dokončil roku 1840 a získal titul Bachelor of Arts, vystudoval angličtinu, matematiku, řečtinu a latinu. Roku 1841 začal studovat práva na University College. Studoval zřejmě sporadicky, jelikož se mu nepodařilo kvalifikovat jako poradce až do roku 1847. Fenton se spíše zajímal o studium malířství. Roku 1843 v Yorkshiru si Fenton vzal za ženu Grace Elizabeth Maynardovou, pravděpodobně při svém vůbec prvním pobytu v Paříži (jeho pas byl vydán v roce 1842), kde mohl krátce studovat malířství v ateliéru Paula Delaroche. Když se registroval jako kopista v Louvru v roce 1844, tvrdil, že jeho učitelem byl historický a portrétní malíř Michel Martin Drolling, který učil na École des Beaux-Arts, ale Fentonovo jméno se v záznamech této školy neobjevuje. Do roku 1847 se Fenton vrátil zpět do Londýna, kde pokračoval ve studiu malířství, nyní pod opatrovnictvím historického malíře Charlese Lucyho, který se stal jeho přítelem a se kterým od roku 1850 působil na North London School of Drawing and Modelling. V roce 1849, 1850 a 1851 vystavoval obrazy na roční výstavě Královské akademie.
Navštívil Velkou výstavu v Hyde Parku v Londýně roku 1851 a byl ohromen fotografií, kterou tam spatřil ve výstavní skříni. Pak navštívil Paříž, aby se naučil kalotypický proces na voskovaném papíru, s největší pravděpodobností od Gustava Le Graye, jeho vynálezce. V roce 1852 měl fotografickou výstavu v Anglii, a cestoval do Kyjeva, Moskvy a Petrohradu, aby tam udělal kalotypie. Fotografoval architekturu křížem krážem po celé Británii. Zveřejnil také výzvu k vytvoření fotografické společnosti.
S postupujícím rozvojem techniky v polovině 19. století dostali fotografové možnost využívat zkracující se dobu expozice, osvobodit se a vytvořit nový styl portrétní fotografie. Fotografové se přemístili ze svých ateliérů do exteriérů, na bojiště, přes oceány a do vzdálených pouští. Fotografický pojízdný vůz vybavený temnou komorou Photographic Van Rogera Fentona spolu s Daguerreotypickým Saloonem Williama Shewa a vagónem What-is-it? Mathewa Bradyho nastavili standardy portrétní fotografie druhé poloviny devatenáctého století.

## Krymská válka
Roku 1855 odešel na žádost vydavatele a sponzora Thomase Agnewa s asistentem Marcusem Sparlingem, jedním služebníkem a fotografickou laboratoří v pojízdném voze do rusko-turecké Krymské války. Tam měl fotografovat anglické oddíly pomáhající Turkům, aby zprávy a publikace o této válce byly výmluvnější. Fotografie měly ovlivnit pozitivní mínění veřejnosti o britské účasti ve válce. To byla role, která dosud patřila malířům bitev.
Navzdory vysokým teplotám, několika zlomeným žebrům a choleře, se mu podařilo pořídit více než 350 použitelných velkoformátových negativů. V roce 1855 po něm převzali reportáže z Krymské války James Robertson a Felice Beato.
Výstava 312 tisků se brzy uskutečnila v Pall Mall v Londýně. Prodej snímků však nebyl tak úspěšný jak se očekávalo, možná proto, že válka již skončila. Podle Susan Sontagové byl Fenton do Krymské války vyslán jako první oficiální válečný fotograf na naléhání prince Alberta.
Hotové fotografie měly být použity ke zmírnění obecné averze britského národa k nepopulární válce a ke zmaření protiválečného zpravodajství korespondenta Williama Howarda Russella z novin The Times. Fotografie byly převedeny do dřevěného štočku a zveřejněny v méně kritickém Illustrated London News, zveřejněny v knižní podobě a zobrazeny v galerii. Bránil se vytváření obrázků mrtvých, zraněných nebo zmrzačených vojáků.
Vzhledem k velikosti a charakteru svého těžkopádného fotografického vybavení byl Fenton omezen ve výběru motivů. Protože v té době neexistoval příliš citlivý materiál na světlo, mohl snímat pouze nepohyblivé objekty, většinou pózy. Expoziční doba byla 3–20 sekund. Fotografoval však také krajinu, včetně oblastí blízko Light Brigade popsaném v proslulém Tennysonově snímku „Útok na Light Brigade“ (The Charge of the Light Brigade) byl příznačně nazván tzv. Údolím smrti (The Valley of Death). Fenton pojmenoval své fotografie podobně: Údolí stínu smrti (The Valley of the Shadow of Death).
V tomto údolí byly pořízeny dva obrázky. Jeden s několika dělovými koulemi na silnici, druhý pouze s prázdnou silnicí. Názory na to, jaký snímek byl pořízen jako první, se liší. Režisér Errol Morris napsal řadu pojednání o důkazech. Došel k závěru, že fotografie bez dělových koulí byla pořízena jako první, ale zůstává nejisté, kdo přesunul koule na silnici v druhém obrázku? Byly záměrně umístěny na silnici Fentonem k posílení image, nebo koule z příkopu vyndali vojáci, aby je mohli znovu použít?
Několik jeho obrázků, včetně dvou verzí Údolí stínu smrti, byly zveřejněny v The Ultimate Spectacle: A Visual History of the Crimean War od Ulricha Kellera (ISBN 90-5700-569-7) (2001).

## Aranžované studiové snímky
Od roku 1854 z pověření královny Viktorie portrétoval královskou rodinu a sídla jejích členů. Navíc se stal oficiálním fotografem Britského muzea. Roku 1858 Fenton fotografoval žánrové studiové snímky založené na romantických imaginativních myšlenkách muslimského života, jako Sedící Odaliska s pomocí svých přátel a modelů, které ve svých rolích nepůsobili vždy přesvědčivě.

## Závěr
Roku 1862 se vzdal fotografování a nechal svůj archiv vydražit v aukci. Fenton je považován za prvního válečného fotografa za práci během Krymské války, při které použil mobilní studio nazvané „Photographic Van“. Jako uznání významu byly Fentonovy fotografie z Krymské války zařazeny do kolekce 100 fotografií, které změnily svět.

## Zastoupení ve sbírkách
- Victoria and Albert Museum v Londýně

## Galerie

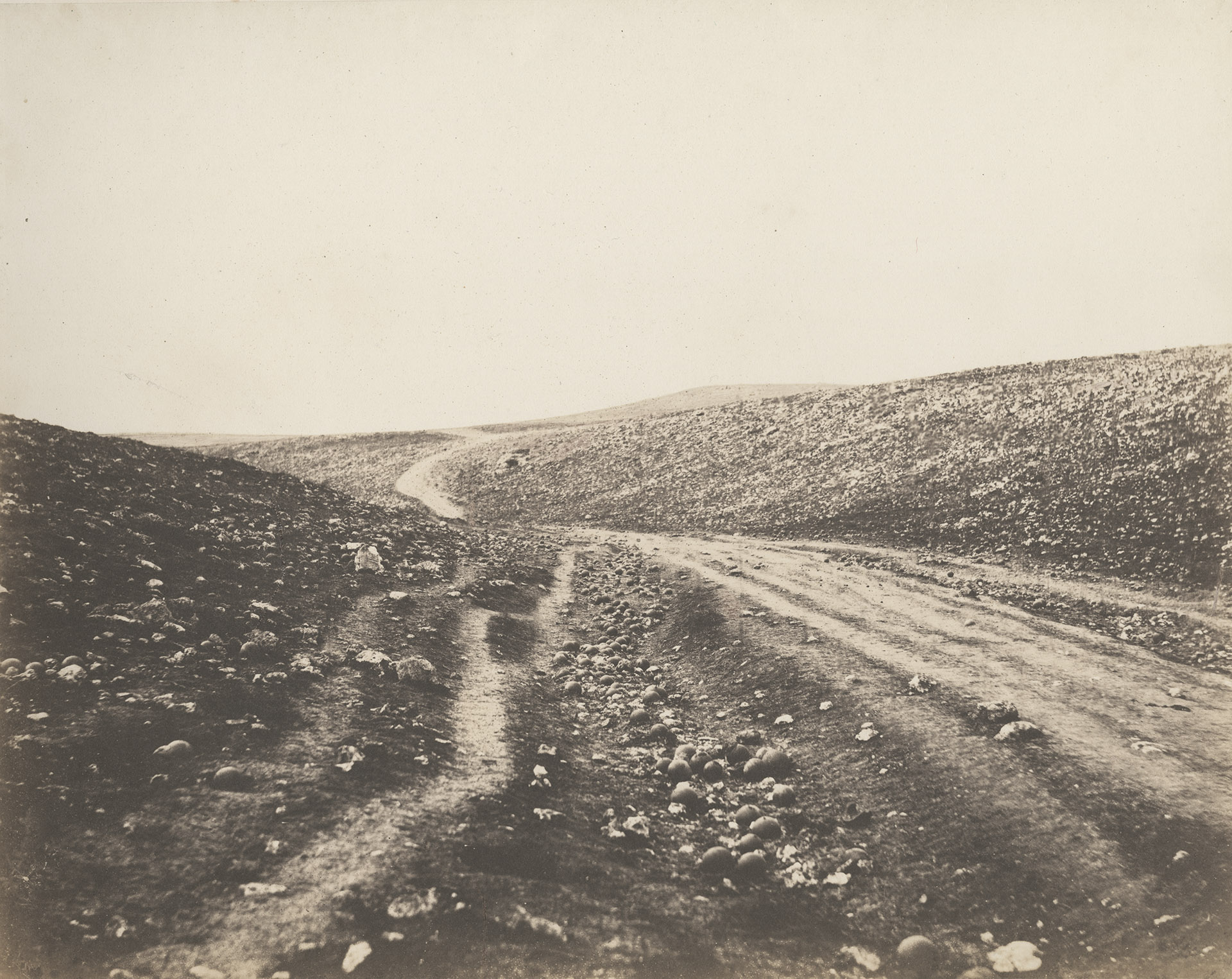
Údolí stínu smrti s prázdnou cestou, 1855
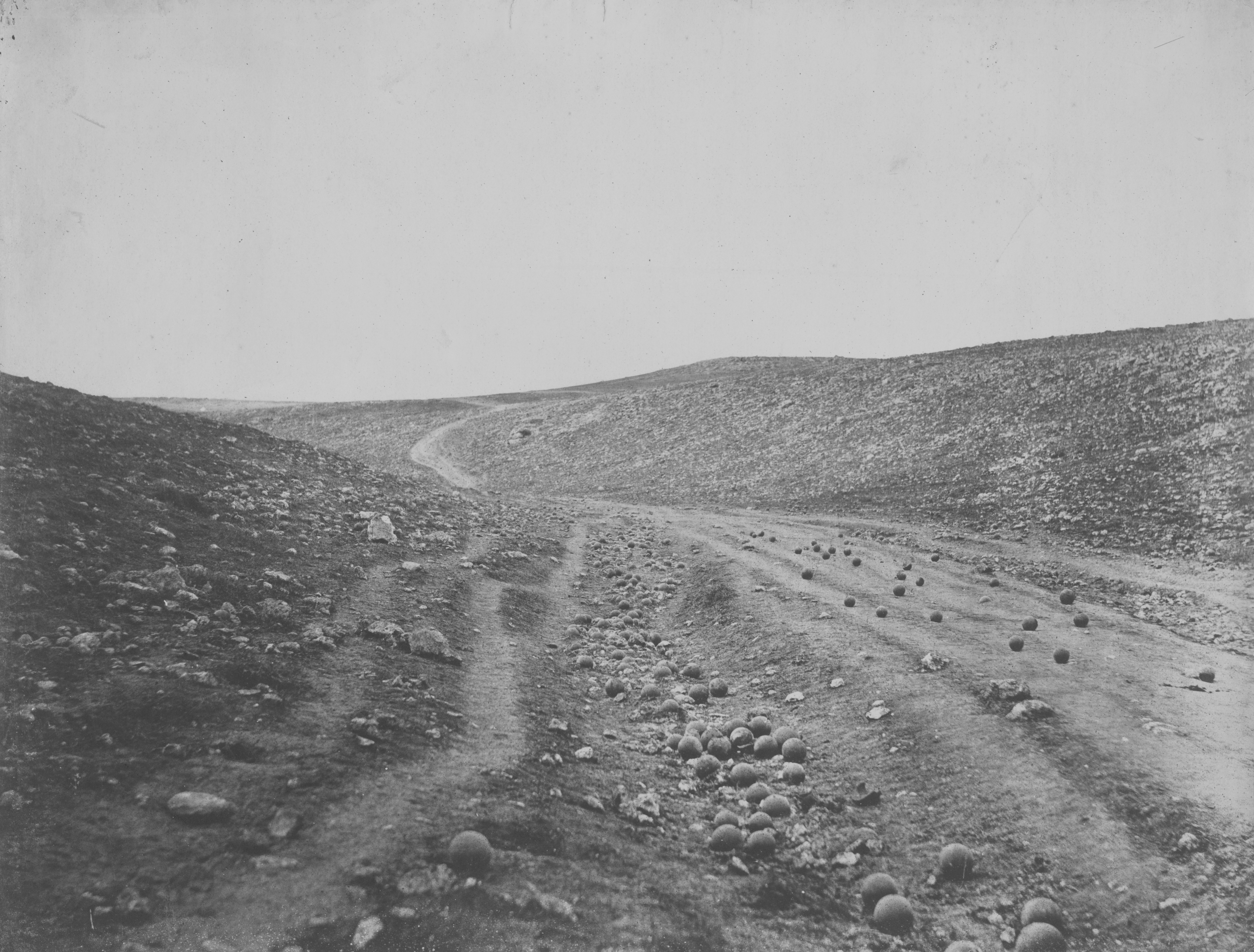
Údolí stínu smrti s cestou plnou dělostřeleckých koulí, 1855
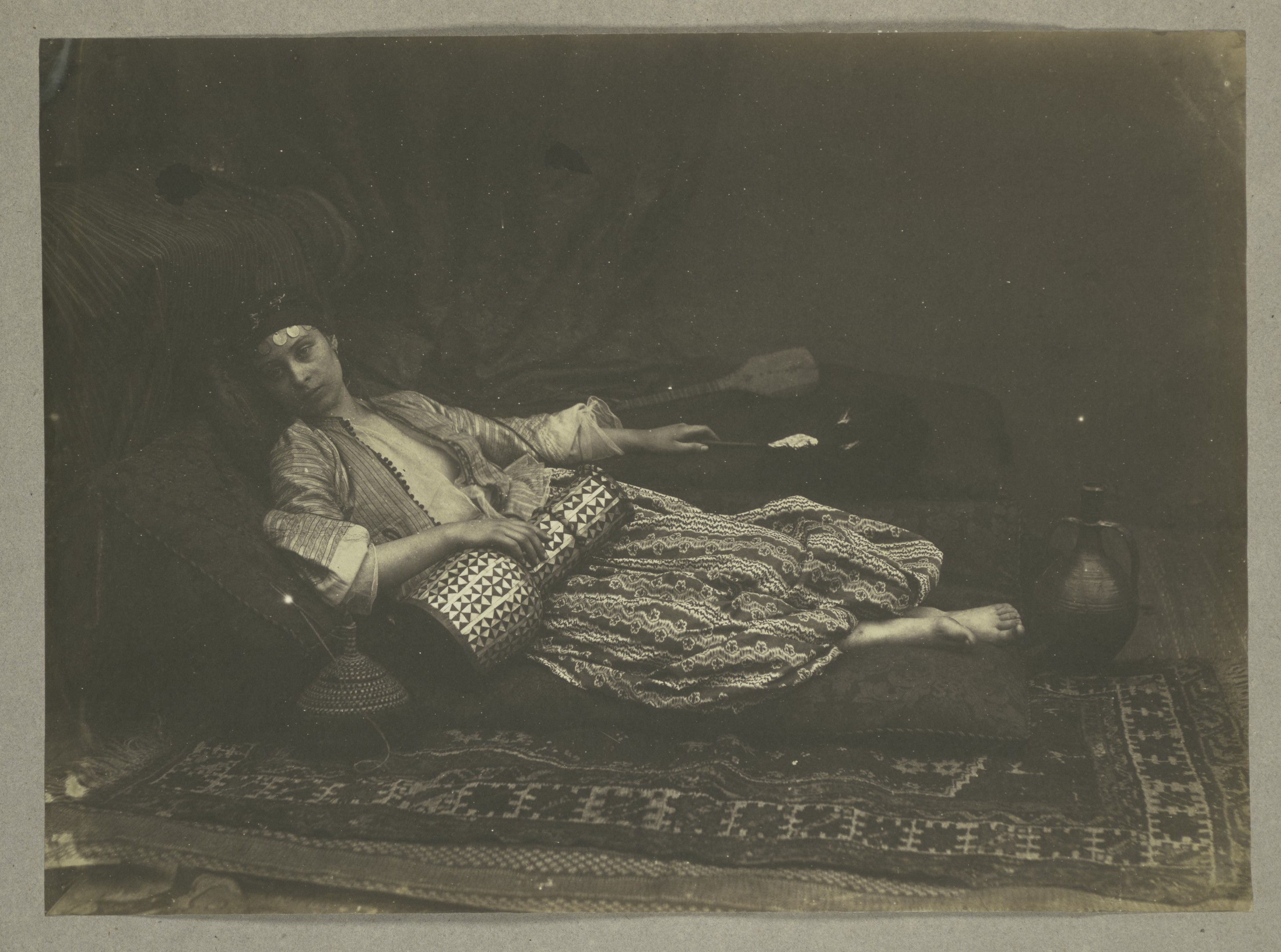
Ležící odaliska, 1858
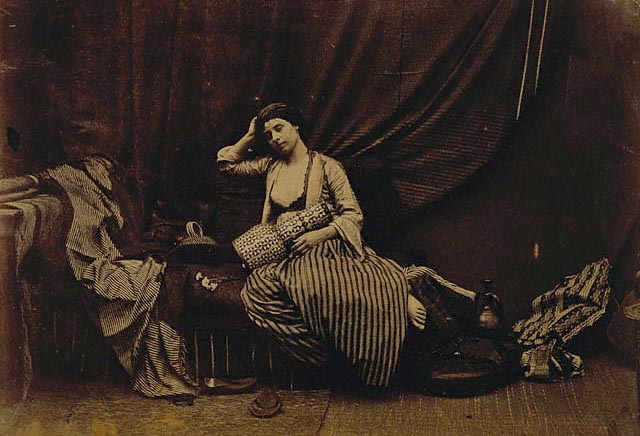
Sedící odaliska
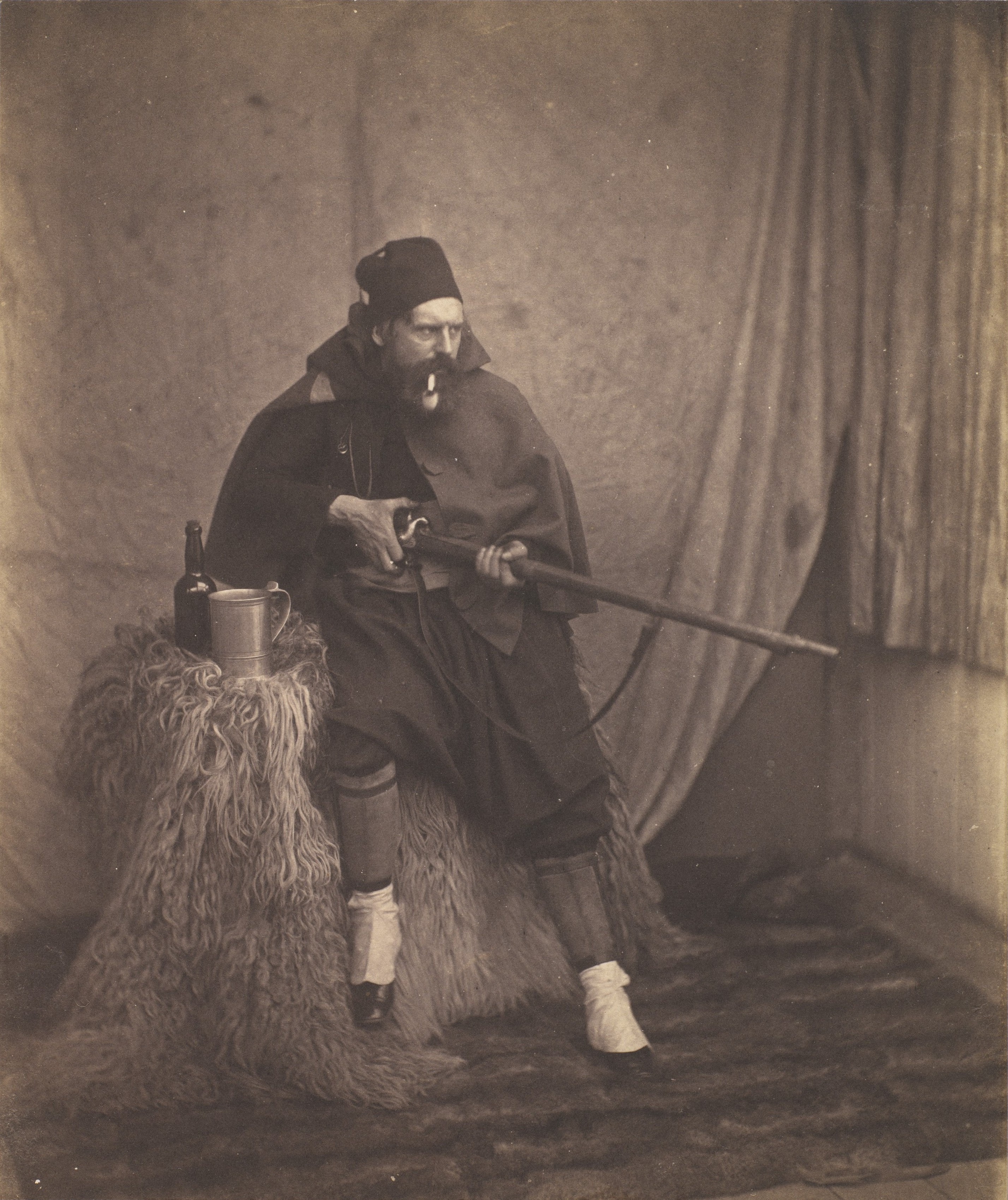
Autoportrét Fentona jako Zuava